# Rogier Koordes
Rogier Koordes (Haarlem, 13 juni 1972) is een voormalig Nederlands profvoetballer.
Koordes begon zijn voetbalcarrière in de jeugd van VV Hillegom. Als selectiespeler van VV Hillegom werd hij in 1994 gescout door Telstar. Na twee seizoenen in de Eerste divisie te hebben gespeeld, vertrok Koordes naar het Engelse Port Vale. In februari 1999 keerde hij terug in de Nederlandse competitie, als speler van TOP Oss. Later zou hij nog twee jaar voor Haarlem uitkomen.
In 2003 beëindigde Koordes zijn loopbaan als betaald voetballer. Na het aflopen van zijn contract bij Haarlem koos hij ervoor om als amateur terug te gaan naar VV Hillegom. In januari 2007 deed hij weer een stapje hogerop, hij ging voetballen voor eersteklasser FC Rijnvogels.
Koordes is tot nu toe de laatste profvoetballer die VV Hillegom heeft voortgebracht.